# Knox City (Missouri)
Knox City – miasto w Stanach Zjednoczonych, w stanie Missouri, w hrabstwie Knox.